# Bourse du travail de Saint-Étienne
La Bourse du travail, également appelée Palais des auditions et des cours publiques, est un édifice situé à Saint-Étienne (quartier Centre-ville - Peuple - Chavanelle) et édifié au début du XXe siècle.
La façades et les toitures, le péristyle, la salle Sacco et Vanzetti et la salle des fêtes ont fait l'objet d'une inscription aux monuments historiques en 2002.

## Histoire
En 1881, il est évoqué la construction d’une salle de conférences et de cours publics, mais dans un premier temps ce sera la salle du cirque, rue de la République, qui est mise à disposition. En 1888, la première Bourse du travail de Saint-Étienne est aménagée dans un immeuble loué place Marengo. Il s’agit alors de la troisième Bourse du travail française après celle de Paris et de Nîmes.

C'est en 1901 que l'actuelle Bourse du travail est érigée sur les plans de Léon Lamaizière. Ce sont Auguste Berthon et Victor Zan qui sont chargés du décor. La salle des pas perdus est réduite en 1907 puis est renommée salle Sacco-et-Vanzetti en 1927. Le fond de scène a été décoré par Auguste Berthon, mais depuis 1974 la fresque dégradée est masquée par un mur, lui même décoré en 2022 par une œuvre d'Ella & Pitr. 

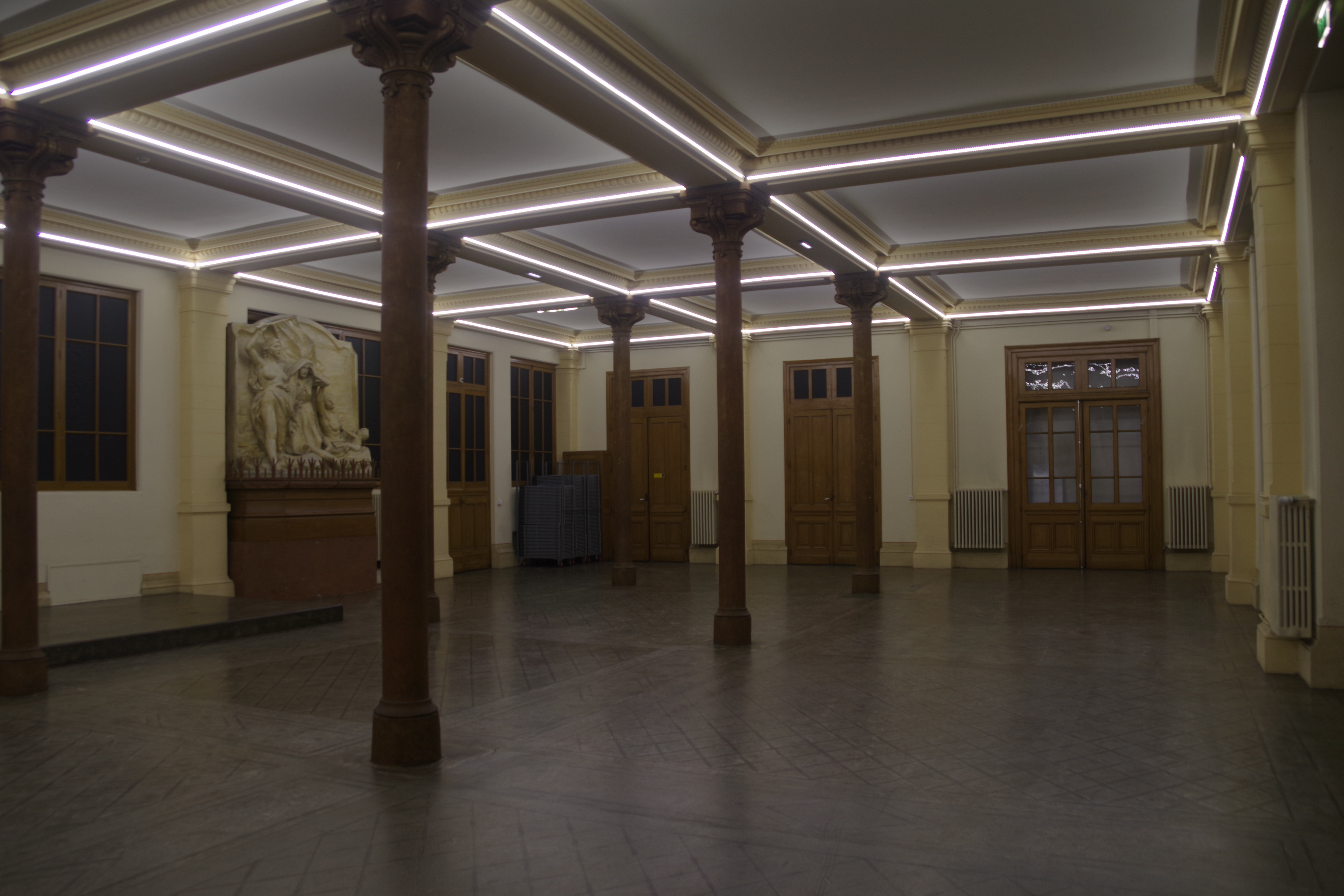
Salle Sacco et Vanzetti
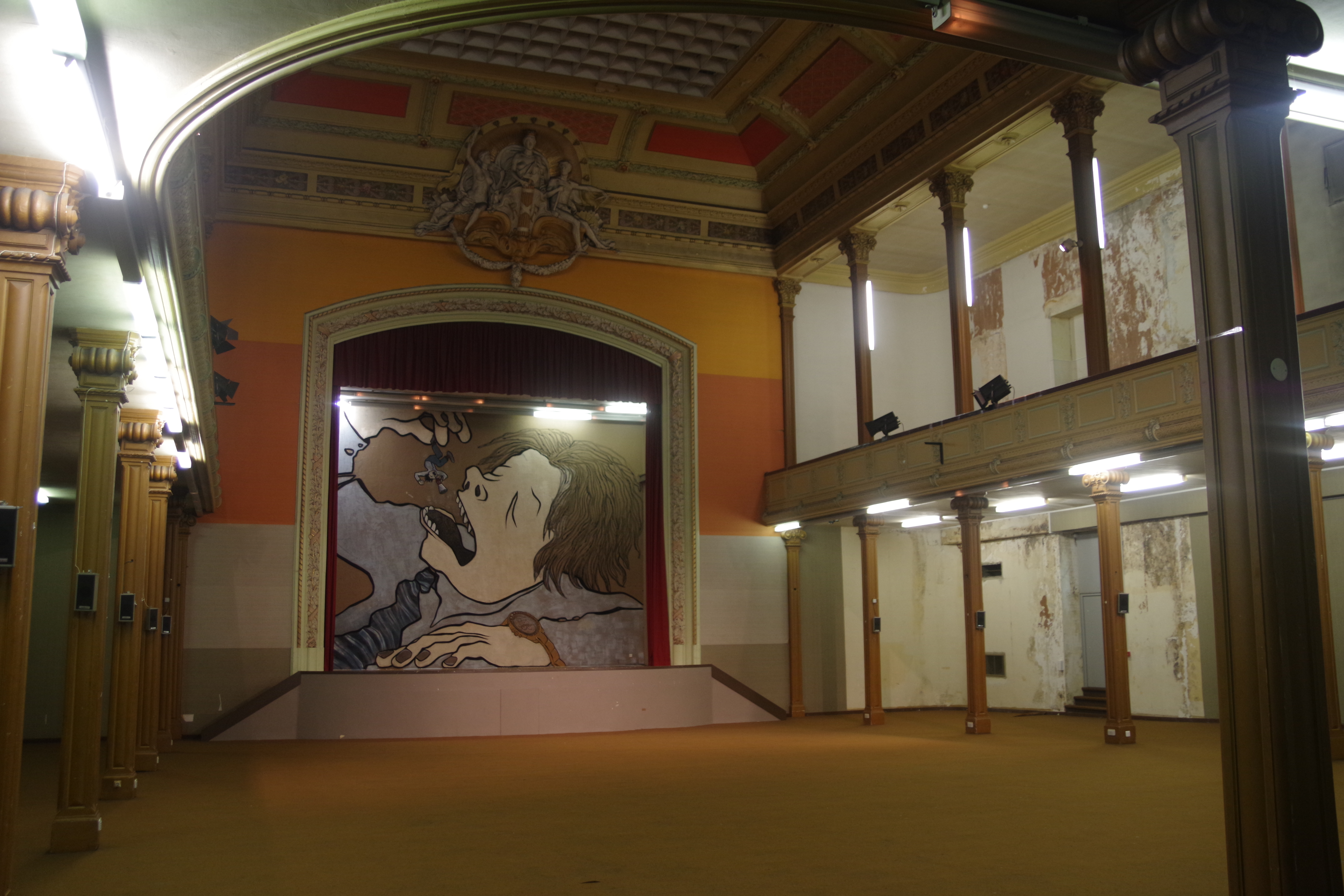
Salle des Fêtes